# HK Cliff
HK Cliff (Handbollklubben Cliff) ist ein schwedischer Handballverein aus dem Stockholmer Stadtbezirk Skärholmen.
Der Verein wurde im Jahre 1939 gegründet. Im Jahre 1986 stieg die Herrenmannschaft von Cliff in die damals höchste Spielklasse, die Allsvenskan, auf. Nachdem die Mannschaft in der ersten Saison knapp den Klassenerhalt geschafft hatte, konnten sie ein Jahr später mit dem 4. Rang die beste Platzierung in der Vereinsgeschichte erspielen. Nach insgesamt vier Spielzeiten in der Allsvenskan stieg HK Cliff im Jahr 1990 ab.

## Bekannte ehemalige Spieler
- Staffan Olsson